# Skúta
Skúta är en bergstopp i republiken Island. Den ligger i regionen Austurland, 400 km öster om huvudstaden Reykjavík. Toppen på Skúta är 666 meter över havet.
Trakten runt Skúta är nära nog obefolkad, med mindre än två invånare per kvadratkilometer. Närmaste större samhälle är Djúpivogur, omkring 12 kilometer söder om Skúta. Trakten runt Skúta består i huvudsak av gräsmarker.